# Comment tu vas?
Comment tu vas?, pubblicato nel 1980 è un album di Claudio Baglioni in lingua francese.

## Tracce
1. Comment Tu Vas?
2. Un Peu De Toi
3. J'T' Aime Encore
4. Premiers Jours De Neige
5. Et Le Temps Les Oublie
6. Chez Toi
7. Adieu A Nous Deux
8. Quand Ça Va Finir
9. L'Eau Sous Les Ponts